# Programa transcriptor

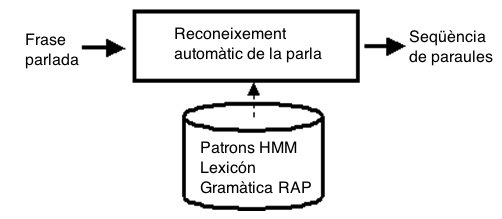
Diagrama de Blocs

Un programa de transcripció ajuda a convertir la parla humana en una transcripció de text. Els fitxers d'àudio o vídeo es poden transcriure manualment o automàticament. Els transcriptors poden reproduir una gravació diverses vegades en un editor de transcripcions i escriure el que escolten. Mitjançant l'ús de tecles d'accés ràpid de transcripció, es pot accelerar la transcripció manual, filtrar el so, equalitzar o ajustar el tempo quan la claredat del so, no és suficientment bona.

## Tecnologia de reconeixement de veu
Amb la tecnologia de reconeixement de veu, els transcriptors poden convertir automàticament les gravacions en transcripcions de text obrint les gravacions en un ordinador i penjant-les a un núvol per a la transcripció automàtica, o transcriure les gravacions en temps real mitjançant el dictat digital. Depenent de la qualitat de les gravacions, és possible que les transcripcions generades per màquina encara s'hagin de verificar manualment. La taxa de precisió de la transcripció automàtica depèn de diversos factors, com ara els sorolls de fons, la distància dels altaveus al micròfon i els accents.
El programari de transcripció, com passa amb els serveis de transcripció, sovint es proporciona amb finalitats comercials, legals o mèdiques . En comparació amb el contingut d'àudio, una transcripció de text es pot cercar, ocupa menys memòria de l'ordinador i es pot utilitzar com a mètode alternatiu de comunicació, com ara els subtítols.
La diferència entre un "programa" de transcripció, comparat amb un "servei" de transcripció, és que el primer està prou automatitzat perquè un usuari pugui executar tot el sistema sense implicar personal extern. Tanmateix, l'arribada dels models de programari com a servei i de computació al núvol difumina aquesta distinció. Utilitza intel·ligència artificial, aprenentatge automàtic i processament del llenguatge natural per convertir la parla en text i aprendre contínuament noves frases i accents.

## Desenvolupament
La investigació de Google va llançar una aplicació gratuïta per a Android Google Live Transcribe, que s'executa a Google Cloud. Google Chrome ho va desenvolupar amb una captura directe en anglès, q s'ha ampliat a altres idiomes. Google Docs, Google Translate, Google Assistant, GBoard Google Text to Speech motor també admeten l'eina de transcripció.

## Programes de transcripció disponibles
S'han desenvolupat una sèrie de programes de transcripció per a ser utilitzats en la investigació lingüística. També s'han desenvolupat un quants programes de transcripció per a la venda comercial:
- easytranscript[10]
- InqScribe -
- NCH Software - Express Scribe
- Nuance - Dictaphone
- Nuance - Dragon NaturallySpeaking
- Nuance - DESCRIPCIÓ
- Nuance - MacSpeech Scribe
- Nuance - PowerScribe
- Scribe Healthcare Technologies
- Vocapia - VoxSigma de veu-a-text
- WinScribe
- pmTrans Arxivat 2018-01-08 a Wayback Machine.
- oTranscribe

## YouTube
Youtube ofereix a tots els usuaris, un servei de transcripció (i traducció automàtica de la transcripció a un altre idioma) per a vídeos.

## Google Docs
L'eina per processar text de Google, Google docs ofereix la possibilitat d'introduir text mitjançant veu si es fa a través del navegador Chrome.